# Sjarhej Novikaŭ
Sjarhej Valjancinavič Novikaŭ (in bielorusso Сяргей Валянцінавіч Новікаў?; in russo Сергей Валентинович Новиков?, Sergej Valentinovič Novikov; Čavusy, 27 aprile 1979) è un ex biatleta bielorusso.

## Biografia
In Coppa del Mondo esordì il 30 novembre 2000 a Hochfilzen/Anterselva (76°) e ottenne l'unico podio il 4 gennaio 2006 a Oberhof (3°).

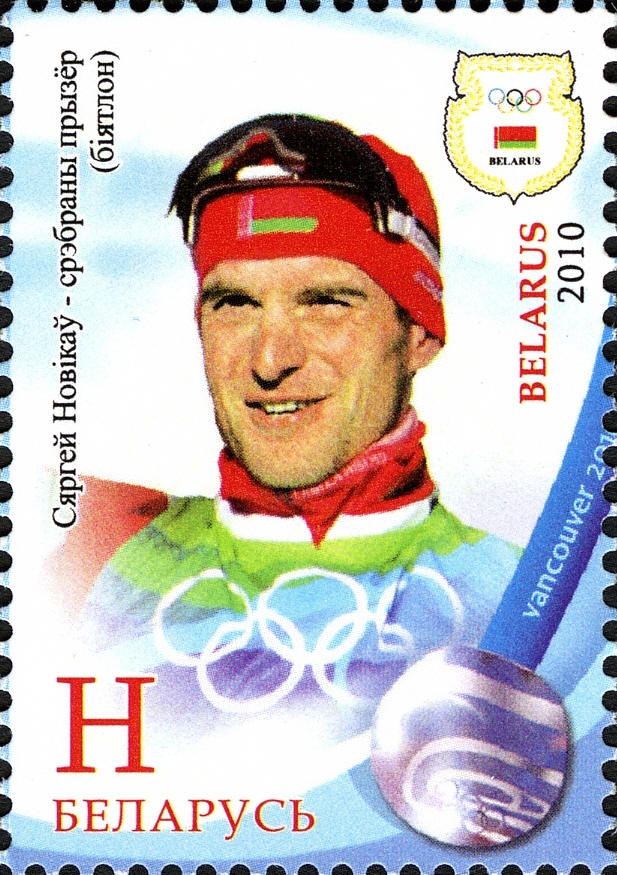
Il francobollo commemorativo dedicato alla medaglia olimpica vinta da Novikaŭ a

In carriera prese parte a tre edizioni dei Giochi olimpici invernali, Torino 2006 (30° nella sprint, 30° nell'inseguimento, 24° nell'individuale, 11° nella staffetta), Vancouver 2010 (40° nella sprint, 21° nell'inseguimento, 20° nella partenza in linea, 2° nell'individuale, 11° nella staffetta) e Soči 2014 (33° nella sprint, 50° nell'inseguimento, 54° nell'individuale, 13° nella staffetta), e a otto dei Campionati mondiali, vincendo una medaglia.
Annunciò il ritiro al termine della stagione 2014.

## Palmarès

### Olimpiadi
- 1 medaglia:
  - 1 argento (individuale[2] a Vancouver 2010)

### Mondiali
- 1 medaglia:
  - 1 argento (staffetta mista[2] a Östersund 2008)

### Coppa del Mondo
- Miglior piazzamento in classifica generale: 26º nel 2010
- 1 podio (a squadre), oltre a quelli ottenuti in sede olimpica e iridata e validi anche ai fini della Coppa del Mondo:
  - 1 terzo posto